# Diadème
Diadème 1 und Diadème 2 (D1-C und D1-D) waren zwei französische Erdsatelliten, mit denen verschiedene Messungen zur Bahnverfolgung durchgeführt wurden. Dies wurde mittels Doppler-Effekt, Lasertechnik und Fotografie erreicht. Sie hatten eine Masse von 22,9 kg, das Satellitengehäuse (ohne Solarzellenausleger) einen Durchmesser von einem halben Meter und eine Höhe von 20 Zentimeter. Auf seiner Oberseite befanden sich fünf Antennen. Am Gehäuse und an den Auslegern befanden sich verschiedene Reflektoren um Laserexperimente durchführen zu können. Die Satelliten waren durch Magneten, die auf den Sonnenkollektoren angebracht waren, stabilisiert und richteten sich nach dem irdischen Magnetfeld aus. Sie konnten nicht ferngesteuert werden.
Beide Satelliten wurden kurz hintereinander im Februar 1967 vom Raketenstartplatz Hammaguir in Algerien mit der französischen Diamant-Rakete gestartet.
Von drei Bodenstationen wurden Dopplerexperimente mit Laserstrahlen durchgeführt: von Saint-Michel-l’Observatoire in Frankreich, vom Startplatz Hammaguir in Algerien und von Stefanion in Griechenland. Die Bahnverfolgung mit optischen Mitteln erfolgte vom Observatoire de Nice in Nizza. Telemetriedaten wurden von Stationen in Ouagadougou, Brazzaville, Pretoria und Las Palmas empfangen und ausgewertet.
Ein sehr ähnlicher Vorgänger der Diadème-Satelliten war Diapason (D1-A), der schon am 11. Februar 1966 gestartet wurde.

## Quelle
- Heinz Mielke: Lexikon der Raumfahrt. 6. Auflage, transpress VEB Verlag für Verkehrswesen, Berlin, 1980